# Rambo Amadeus
Rambo Amadeus, nome d'arte di Antonije Pušić (Cattaro, 14 giugno 1963), è un cantante montenegrino.
Ha rappresentato il Montenegro all'Eurovision Song Contest 2012 con il brano Euro Neuro.

## Discografia

### Album studio
- 1988 - O tugo jesenja
- 1989 - Hoćemo gusle
- 1991 - Psihološko propagandni komplet M-91
- 1995 - Muzika za decu
- 1996 - Mikroorganizmi
- 1997 - Titanik
- 1998 - Metropolis B (tour-de-force)
- 2000 - Don't happy, be worry
- 2005 - Oprem Dobro
- 2008 - Hipishizik Metafizik

### EP
- 2008 - Yes No

### Album live
- 1993 - Kurac, Pička, Govno, Sisa
- 1998 - Koncert u KUD France Prešeren
- 2004 - Bolje jedno vruće pivo nego četri ladna
- 2011 - Rambo Amadeus & Mutant Dance Sextet u Domu Sindikata

### Compilation
- 1994 - Izabrana dela
- 1998 - Zbrana dela 1
- 1998 - Zbrana dela 2